# Stazione di San Gallo Bruggen
La stazione di San Gallo Bruggen (in tedesco Bahnhof St. Gallen Bruggen) è una stazione ferroviaria nel comune svizzero di San Gallo sulla linea San Gallo-Winterthur.

## Storia
La stazione fu attivata il 25 marzo 1856, in occasione dell'apertura della tratta San Gallo-Winkeln della ferrovia San Gallo-Winterthur.

## Strutture e impianti
La stazione dispone di due binari dotati di marciapiede per il servizio passeggeri. È dotata di un fabbricato viaggiatori e di una pensilina.

## Movimento
La stazione è servita da treni a cadenza semioraria sulla relazione Wil SG - Sciaffusa (linea S1 della rete celere di San Gallo) e da a cadenza semioraria o oraria (nei fine settimana) sulla relazione Weinfelden o San Gallo (linea S5 della rete celere di San Gallo), oltre che dalle linee notturne SN21 e SN22.

## Servizi
Nella stazione sono presenti:
- Biglietteria automatica[2]

È presente un parcheggio per automobili.